# Agrotis microtica
Agrotis microtica är en fjärilsart som beskrevs av George Francis Hampson 1908. Agrotis microtica ingår i släktet Agrotis och familjen nattflyn. Inga underarter finns listade i Catalogue of Life.